# 許爾特—特里爾鐵路
許爾特—特里爾鐵路（德語：Bahnstrecke Hürth-Kalscheuren–Ehrang），是德國的一條鐵路路線，位於德國的北莱茵-威斯特法伦州和莱茵兰-普法尔茨州，从許爾特经由奧伊斯基興和蓋羅爾施泰因，穿过埃菲尔山至特里尔。

## 历史
1864年，萊因鐵路公司开始興建从杜伦经奧伊斯基興奧伊斯基興和蓋羅爾施泰因到特里尔的埃菲爾线。从迪伦到奧伊斯基興的路段现在称为博德铁路。

### 路线
第一次世界大战之前，普鲁士铁路局计划将埃菲尔线列入德国最早电气化的铁路之一。 但军方以该线路距离法国边境太近为由反对。
到第二次世界大战结束时本線已全部複線化。战后在法国占领军的命令下，南部的第二条轨道被拆除，材料被運到法国。在北部（位于英国佔領区）則幾乎都保存複線，而南部仍然主要是单線。如今由于原來軌道位置已被用于其他用途（通常用作平行于铁路的自行车道），因此在许多地方很难重新複線化。

### 货運
本線並未電氣化，货运列车从鲁尔到萨尔，再经过科布倫茲到达洛林。DB货运公司（现为德铁信可铁路）於本線的最后貨運列車行駛於2001年12月28日。

### 客運
从萨尔布吕肯和特里尔經由摩薩爾線、科布伦茨或埃菲尔线到科隆的长途特快列车，通常会继续開往明斯特。现在所有长途服务都運行於摩薩爾線。
1991年，埃菲尔线開始每小時開行區間車，并在盖罗尔施泰因或云克拉特以北增加了班次。在科隆和特里尔之间則大约每两小时就有一班特快列车或区域快車。1996年，该线路进行了升级以行駛擺式列車，611型柴聯車可以在从萨尔布吕肯到科隆經由埃菲爾线上运行。 由于车辆的技术问题，该项目失败了，因此从萨尔布吕肯區域快車繼續运行至科布伦茨，在特里尔接駁於經埃菲尔线往科隆的柴油火车。

### 车輛
直到1970年代，特快列车主要使用39型與01型的蒸汽机车牽引，而货运列車則使用德意志帝国时代使用的各種普鲁士货运机车，尤其是重型44型蒸汽機車 。 它们逐渐被50型和86型蒸汽机车取代。1950年代开始也使用了23型客运蒸氣机车。
隨著動力柴油化，211型和216型机车從1970年代起成為本線的常客，直到2001年，215型柴油機車开始运转於本線。在2001年至2009年之间，有些218型柴油機車於本线運轉。另外从1964年到1980年本線曾使用624型柴聯車。
在1950年代使用普鲁士包廂火车運行區間車，後來被以215型柴油机车牽引的Silberling车厢取代。接著改用218型機車與644型柴聯車，直至2009年。當時有些班車使用612型和628型鐵路客車，在2009年12月改點後就沒有使用218型機車牽引的班車了。取而代之的是628型柴聯車行駛的班車。自2013年12月以来還使用54级和81级LINT鐵路客車。

## 目前營運情形
每天有以下区域快车和區間車服务：
- RE 12：Eifel-Mosel-Express，每天在科隆 – 奧伊斯基興—蓋羅爾施泰因—特里爾路线行駛三班。
- RE 22：Eifel-Express，每小时从科隆经Euskirchen到Gerolstein，并继续以RB 22列車行駛至特里爾。
- RB 24Eifelbahn，仅在尖峰時刻作為（Junkerath –）Gerolstein – Trier路线的加班車。

这些服务由德鐵區域運輸營運，在2013年12月的改點中，使用阿尔斯通Coradia LINT 54型或81型柴聯車行駛。 

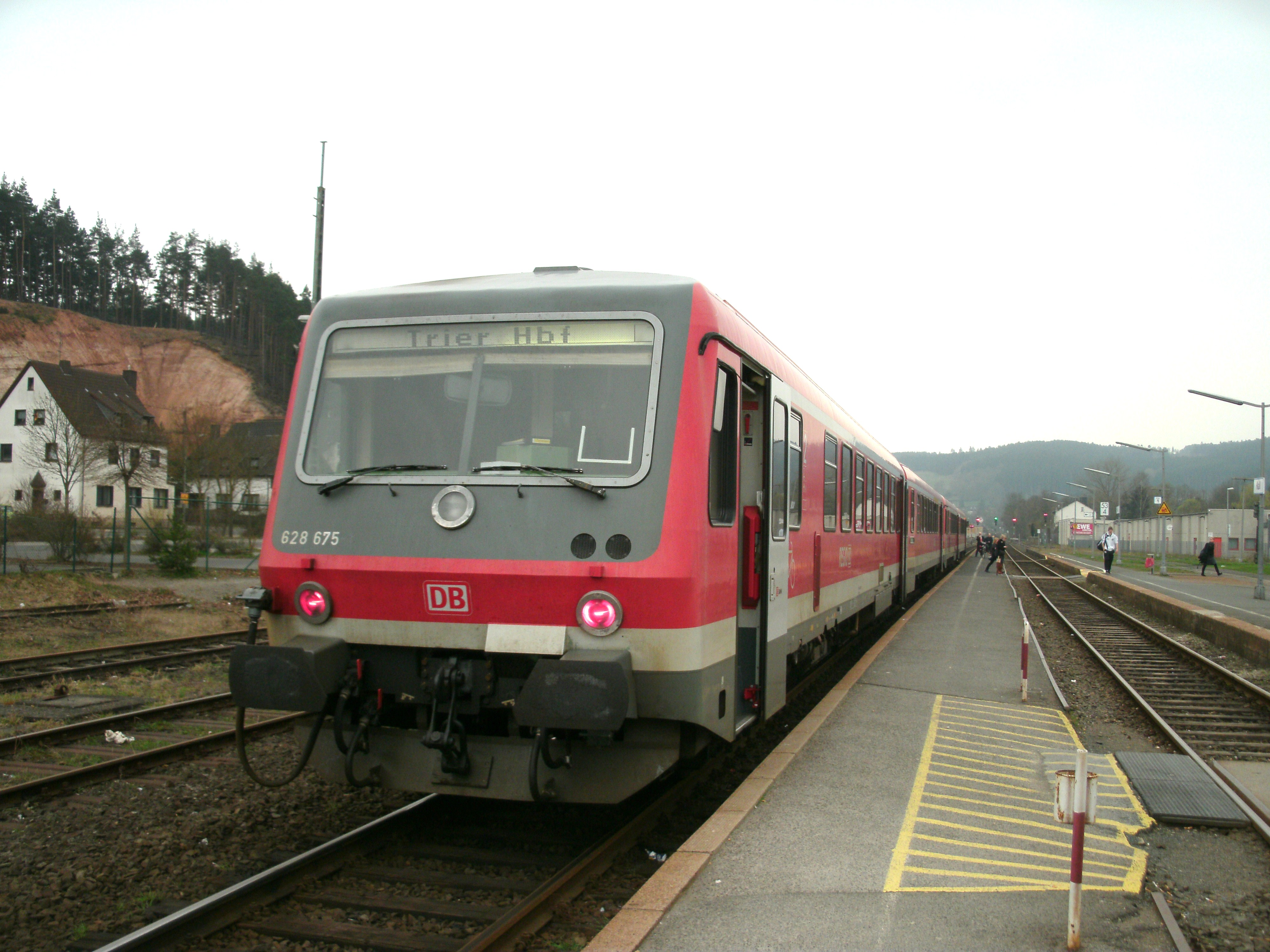
628型行駛的埃菲爾特快（Eifel-Express ，RE12）於卡爾（Kall），2011年
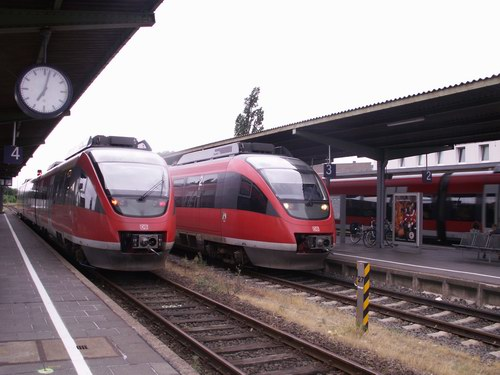
644型車於奧伊斯基興，2006年
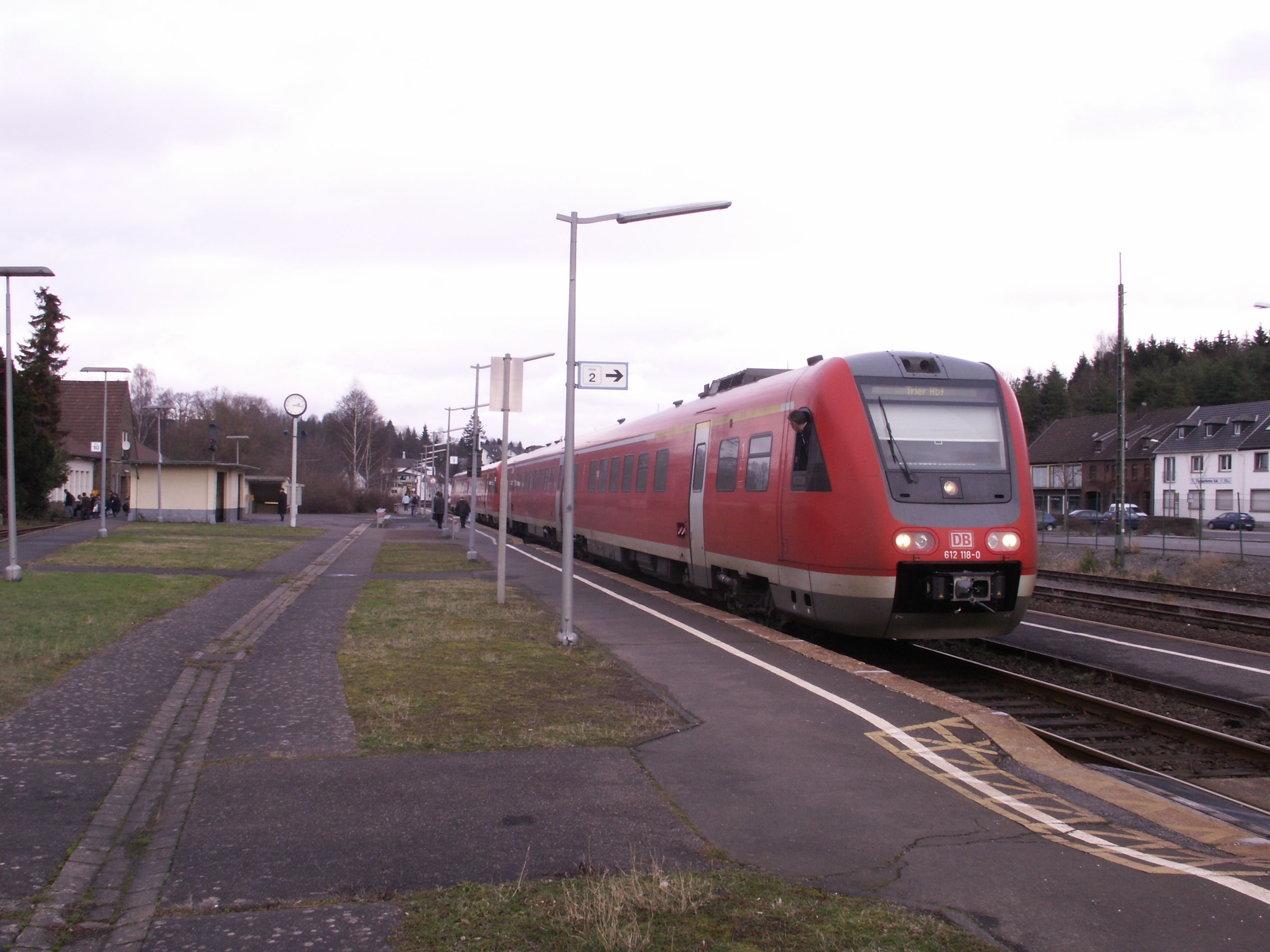
以612型行駛的埃菲爾—摩賽爾特快車在卡爾，2007年
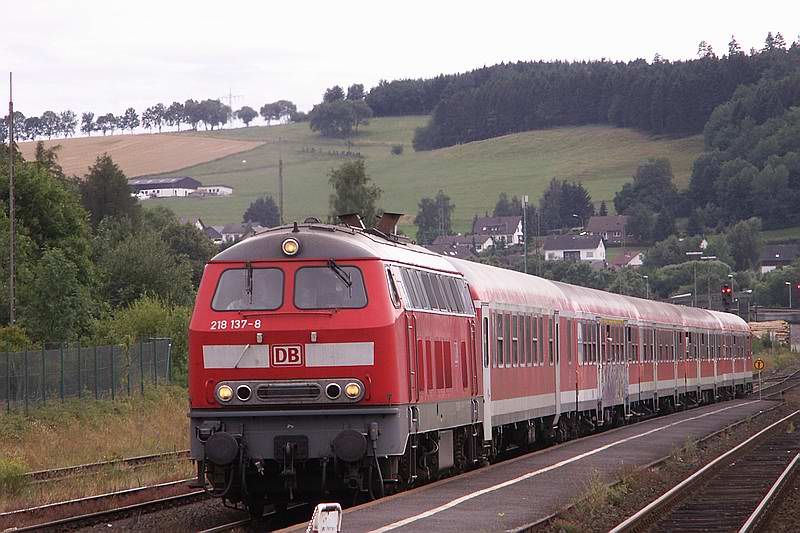
2006年，行駛埃菲爾—摩賽爾特跨的218型車，於卡尔
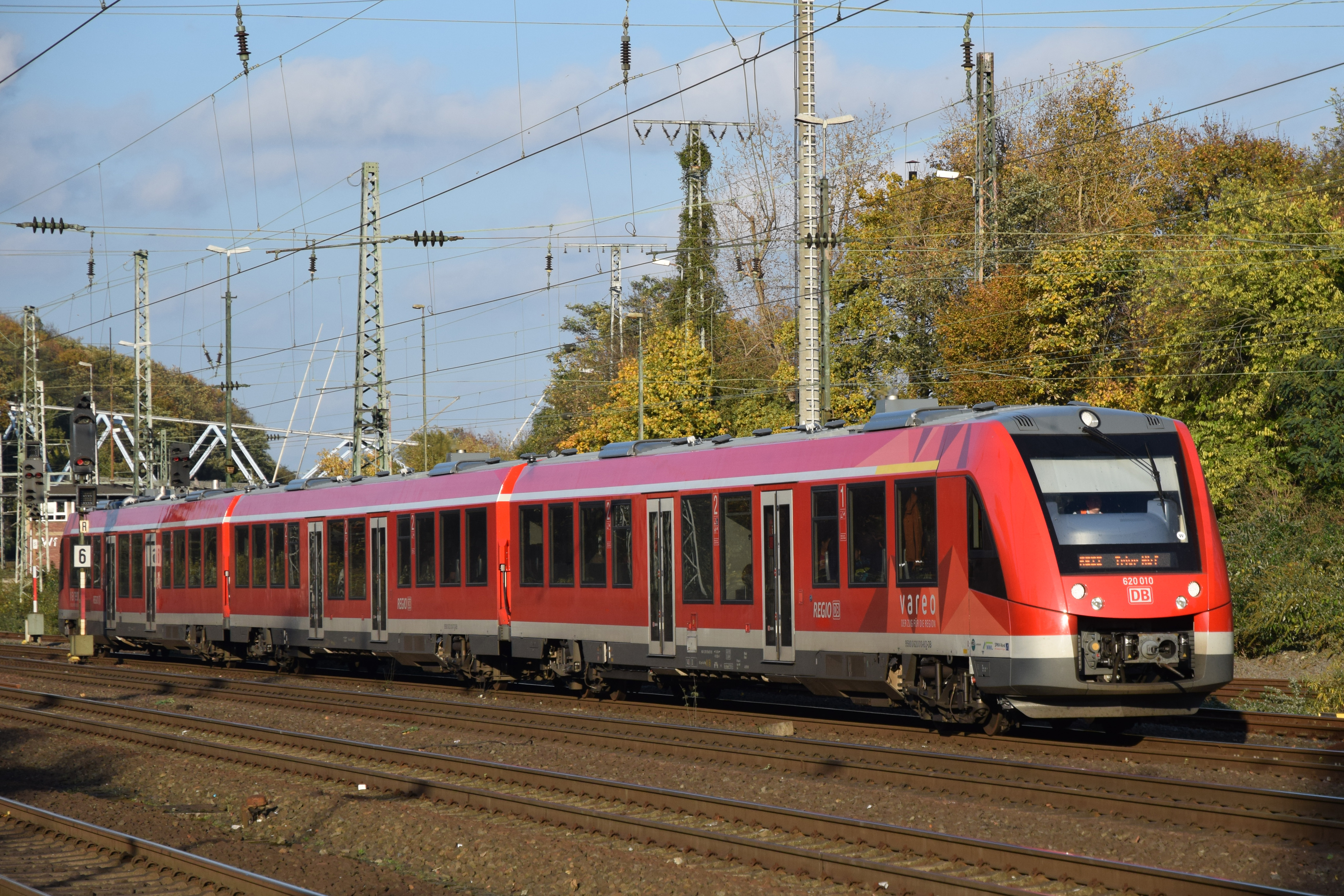
於西科隆的LINT 81型車，2014年